# Episodi di Animal Kingdom (quinta stagione)
La quinta stagione della serie televisiva Animal Kingdom è stata trasmessa in prima visione sul network TNT dall'11 luglio al 3 ottobre 2021.
In Italia la stagione è andata in onda dal 5 settembre al 28 novembre 2021 sul canale del digitale terrestre a pagamento Premium Crime.
| nº | Titolo originale  | Titolo italiano       | Prima TV USA      | Prima TV Italia  |
| -- | ----------------- | --------------------- | ----------------- | ---------------- |
| 1  | Red Handed        | Con le mani nel sacco | 11 luglio 2021    | 8 ottobre 2021   |
| 2  | What Remains      | Quel che rimane       | 18 luglio 2021    | 15 ottobre 2021  |
| 3  | Freeride          | Fuoripista            | 25 luglio 2021    | 22 ottobre 2021  |
| 4  | Power             | Potere                | 1 agosto 2021     | 29 ottobre 2021  |
| 5  | Family Business   | Affari di famiglia    | 8 agosto 2021     | 5 novembre 2021  |
| 6  | Home Sweet Home   | Casa dolce casa       | 15 agosto 2021    | 12 novembre 2021 |
| 7  | Splinter          | Separarsi             | 22 agosto 2021    | 19 novembre 2021 |
| 8  | Gladiators        | Gladiatori            | 29 agosto 2021    | 26 novembre 2021 |
| 9  | Let It Ride       | Lascia correre        | 5 settembre 2021  | 3 dicembre 2021  |
| 10 | Relentless        | Implacabile           | 12 settembre 2021 | 10 dicembre 2021 |
| 11 | Trust the Process | Fidarsi del processo  | 19 settembre 2021 | 17 dicembre 2021 |
| 12 | Loose Ends        | Questioni in sospeso  | 26 settembre 2021 | 24 dicembre 2021 |
| 13 | Launch            | Lancio                | 3 ottobre 2021    | 31 dicembre 2021 |